# Mitso Asen av Bulgarien
Mitso Asen av Bulgarien, död 1278, var Bulgariens regent från 1256 till 1257.